# Città di Castello
Città di Castello este o comună din provincia Perugia, regiunea Umbria, Italia, cu o populație de 38.222 locuitori (1 ianuarie 2023) și o suprafață de 387,32 km².

## Demografie
Città di Castello - evoluția demografică

|  | Graficele sunt indisponibile din cauza unor probleme tehnice. Mai multe informații se găsesc la Phabricator și la wiki-ul MediaWiki. |

Date: Recensăminte sau birourile de statistică - grafică realizată de Wikipedia